# Asasinarea lui David Falik
La 10 noiembrie 1926 legionarul Nicolae Totu a asasinat elevul de liceu evreu David Falik împușcându-l la ieșirea din tribunalul din Cernăuți.